# Abracadaver
«Abracadaver» es un sencillo de la banda finlandesa de hard rock Lordi, que fue publicado el 24 de septiembre de 2021. Es el segundo sencillo de la caja recopilatoria Lordiversity. El sencillo fue lanzado junto a un videoclip de la canción Abracadaver. Además, el sencillo pertenece al álbum del mismo nombre, Abracadaver, ambientado en 1991.

## Lista de canciones
1. Abracadaver (3:41)
2. Beast Of Both Worlds (4:59)

## Créditos
- Mr. Lordi (vocalista)
- Amen (guitarra)
- Hiisi (bajo)
- Mana (batería)
- Hella (piano)